# Данн, Пат
Па́трик Данн (англ. Patrick Dunne; 9 февраля 1943 — 25 сентября 2015), более известный как Пат Данн (англ. Pat Dunne) — ирландский футболист, вратарь.

## Клубная карьера
Уроженец Дублина, Данн выступал за местную молодёжную команду «Стелла Марис». Он был приглашён на просмотр в «Манчестер Юнайтед», однако там его посчитали «недостаточно высоким» для вратаря. После просмотра в «Эвертоне» он начал тренироваться с молодёжной академией мерсисайдского клуба, однако в основной состав пробиться не смог. В 1962 году Данн вернулся на родину, став игроком «Шемрок Роверс». Дебютировал за команду 22 августа 1962 года в матче против «Шелбурна». Позднее в том же сезоне 1962/63 Данн сыграл в Кубке обладателей кубков, а в сезоне 1963/64 — в Кубке ярмарок. Всего выиграл с клубом пять трофеев, включая чемпионский титул и Кубок Ирландии.
В мае 1964 года Данн перешёл в английский клуб «Манчестер Юнайтед» за £10 500. Из-за травм Дэвида Гаскелла и Гарри Грегга Данн получил шанс на игру в основном составе. Дебютировал за «Юнайтед» 8 сентября 1964 года в матче против «Эвертона» на «Гудисон Парк», который завершился вничью со счётом 3:3. Всего сезоне 1964/65 провёл 55 матчей, включая 37 матчей в чемпионате (сохранив ворота «сухими» в 17 матчах чемпионата). По итогам сезона «Юнайтед» стал чемпионом Англии. Данн отлично стоял «на ленточке» и хорошо играл ногами, однако был не так надёжен при игре на выходах и не отличался стабильностью. Один из экспертов отметил: «Когда Пат был в форме, он был очень, очень хорош, но когда не был, он был ужасен».
В сезоне 1965/66 Данн редко попадал в основной состав, проиграв конкуренцию ветерану Гарри Греггу. А после покупки Алекса Степни в феврале 1967 года Данну разрешили покинуть «Юнайтед». Всего он сыграл за клуб 67 матчей.
В феврале 1967 года Данн перешёл в «Плимут Аргайл» за £5000. В 1968 году он был признан лучшим игроком прошедшего сезона в составе «Плимута». Выступал за клуб до 1970 года, сыграв за «пилигримов» в общей сложности 164 матча.
В ноябре 1970 года вернулся в «Шемрок Роверс», за который выступал до 1977 года.
С 1978 по 1980 годы был играющим тренером в клубе «Терлс Таун». В сезоне 1980/81 работал играющим тренером в «Шелбурне». В 1981 году завершил футбольную карьеру.

## Карьера в сборной
В мае 1965 года Данн дебютировал в составе национальной сборной Ирландии в матче отборочного турнира к чемпионату мира против сборной Испании на «Далимаунт-Парк». Всего сыграл за сборную в 5 матчах.
В 1966 году Данн сыграл в первом в истории матче сборной Ирландии до 23 лет против Франции.

## После завершения карьеры
Сын Пата, Дерек, также был вратарём, и сыграл за «Уотерфорд Юнайтед» в 1989 году.
В 2004 году Пат Данн был назначен тренером вратарей в «Шемрок Роверс». 5 ноября 2004 года он потерял сознание на разминке команды перед матчем против «Богемианс».
Патрик Данн умер 25 сентября 2015 года после непродолжительной болезни. У него остались вдова Берни, сыновья Деррик и Грег и шесть внуков.

## Достижения
Шемрок Роверс
- Чемпион Ирландии: 1963/64
- Обладатель Кубка Ирландии: 1963/64
- Обладатель Щита Ирландской лиги: 1963/64
- Обладатель Большого кубка Ленстера: 1963/64
- Обладатель Городского кубка Дублина: 1963/64
- Обладатель Кубка Президента: 1962/63
- Включён в Зал славы «Шемрок Роверс»: 1997/98

Манчестер Юнайтед
- Чемпион Первого дивизиона: 1964/65